# Fontaine-au-Pire
 Fontaine-au-Pire là một xã ở tỉnh Nord trong vùng Hauts-de-France, Pháp.